# Abdias do Nascimento
Abdias do Nascimento (Franca, 14 maart 1914 - Rio de Janeiro, 24 mei 2011) was een prominent Afro-Braziliaans politicus en artiest. Gedurende de jaren 70 was hij zeer actief in de internationale Pan-Afrikaanse beweging. Toen hij in 1983 terugkeerde naar Brazilië na een tijd in ballingschap geleefd te hebben werd hij verkozen voor de Kamer van Afgevaardigden. Daar stond hij vooral op tegen de raciale problemen die leefden in het land. In 2004 werd hij om deze reden genomineerd voor de Nobelprijs voor de Vrede.
Nascimento leed aan diabetes, een ziekte die hem op 24 mei 2011 fataal werd door een hartstilstand.
- Biblioteca Nacional de España: XX1100940
- Gemeinsame Normdatei: 1056747617
- International Standard Name Identifier: 0000 0001 1954 1972
- Library of Congress Control Number: n80150403
- Nationale Bibliotheek van Tsjechië: xx0318246
- Nationale Bibliotheek van Israël: 987007327906305171
- Nederlandse Thesaurus van Auteursnamen: 074377043
- SNAC: w6np417p
- Système universitaire de documentation: 058869573
- Union List of Artist Names: 500340857
- Virtual International Authority File: 111075985
- WorldCat: E39PBJjt6cqqYtvGcPj6xBwgrq